# Hồng Hưng
Hồng Hưng là một xã thuộc huyện Gia Lộc, tỉnh Hải Dương, Việt Nam. Xã gồm 1 thị tứ và 7 thôn.
Thị tứ:
- Thị tứ Hồng Hưng (Quán Phe).

Các thôn:
- Phương Bằng (Làng Bằng - thôn có Diện tích lớn nhất)
- Cát Tiền
- Hoàng Xá (làng Vàng)
- Nhân Lý (làng Gôi dưới)
- Cát Hậu
- Phương Khê (làng Phe) (vốn có tên là thôn Ổi Lỗi xã Hoa Xá)
- Thị Xá (làng Gôi trên)

Xã Hồng Hưng có diện tích 5,42 km², dân số năm 1999 là 6651 người, mật độ dân số đạt 1227 người/km².

## Lịch sử và thông tin có liên quan

### Thôn Phương Bằng
Thôn Phương Bằng xưa có tên là Hoa Bằng, do Thành Hoàng làng Nguyễn Phục lập ra từ thời Lê sơ. Thôn Phương Bằng và thôn Đông (xã Đoàn Tùng có mối quan hệ chặt chẽ vì chung Thành Hoàng làng.
Qua nhiều thế hệ trưởng thành và phát triển, Phương Bằng trong 2 cuộc kháng chiến chống thực dân Pháp và đế quốc Mỹ đều có công trong việc nuôi giấu nhiều cán bộ lão thành cách mạng, có thể kể đến một số danh nhân từng được dân làng giúp đỡ như Lê Thanh Nghị (1911 - 1989), Nguyễn Lương Bằng (1904 - 1979).
Phương Bằng có nhiều lễ hội truyền thống có nhiều tích từ xa xưa, song việc lưu giữ và tổ chức thường niên hiện chỉ còn Hội Chùa, dân làng gọi như vậy bởi tại Khu Di tích Tâm linh Đình-Chùa Phương Bằng, xưa chưa có đình, mà dân làng và nhiều khách trong tỉnh thường chỉ biết địa điểm Chùa Phương Bằng, nơi được Thượng toạ Thích Thanh Vân chọn làm nơi thờ tự từ những ngày đầu xuất gia với nhiều tâm huyết.
Phương Bằng là khu vực có vị trí địa kinh tế có tiềm năng phát triển lớn, và từ nhiều năm sau hoà bình được lập lại, kinh tế Phương Bằng ngày càng phát triển bền vững, dân trí cao, với nhiều hướng phát triển đa dạng.

### Thôn Phương Khê
Thôn Phương Khê tức Làng Phe, tránh nhầm lẫn với Quán Phe. Đây là vùng gần với đường tỉnh lộ, xưa có tên là thôn Ổi Lỗi, xã Hoa Xá. Ổi Lỗi có lịch sử không dài, tuy nhiên với nhiều thuận lợi, thôn đã dần vươn lên thành một trong những đầu tầu kinh tế của xã.

## Danh nhân
- Chiêu nghi Đặng Thị Cúc (1610 - 1668) được sắc phong là Thành hoàng của 3 làng: Phương Khê (Ổi Lỗi), Thị Xá, Nhân Lý.
- Hà Xuân Trí (1943-2016) quê ở Cát Hậu,là giám đốc công an tỉnh Hải Hưng sau đó Hải Hưng được chia ra Hải Dương và Hưng Yên thì ông vẫn là giám đốc công an tỉnh Hải Dương và cũng là vị giám đốc đầu tiên của Hải Dương, hết nhiệm kì ông được cử làm nguyên Phó Tổng cục trưởng Tổng cục Kỹ thuật (nay là Tổng cục Hậu cần - Kỹ thuật, Bộ Công an); nguyên Giám đốc Công an tỉnh Hải Hưng (cũ); Đại biểu Quốc hội khóa IX; Huân chương Chiến công hạng Nhất; Huân chương Chống Mỹ cứu nước hạng Ba; Huy chương Chiến sỹ vẻ vang hạng Nhất, Nhì, Ba; Huy chương Vì an ninh Tổ quốc; Huy chương Vì thế hệ trẻ; Huy hiệu 40 năm tuổi Đảng và nhiều phần thưởng cao quý khác.
Trình độ học vấn: Đại học
Trình độ chính trị: Cao cấp
Trình độ chuyên môn: Đại học An ninh
Nghề nghiệp, chức vụ: Đại tá, Ủy viên Ban thường vụ tỉnh uỷ, Giám đốc Công an tỉnh Hải Dương, Ủy viên Ủy ban Quốc phòng và An ninh của Quốc hội